# میدون (بقاع)
میدون یک منطقهٔ مسکونی در لبنان است که در شهرستان بقاع غربی قرار دارد. میدون ۱٬۰۹۰ متر بالاتر از سطح دریا واقع شده است.